# Halim Meddour
Halim Meddour (Hayange, 11 februari 1997) is een Franse voetbalspeler die speelt als verdediger.

## Carrière
Meddour speelde voor de jeugdploegen van de Franse clubs FC Metz en CSO Amnéville. In juli 2019 tekende hij een profcontract voor Jeunesse Esch en maakte ook zijn profdebuut voor de Luxemburgse club. In september 2020 tekende hij een contract bij de Algerijnse topclub ES Sétif. In 2021 keerde hij terug naar Luxemburg en tekende bij US Hostert.

## Statistieken
| Seizoen         | Club            | Land               | Competitie            | Competitie | Competitie | Beker | Beker | Internationaal | Internationaal | Totaal | Totaal |
| Seizoen         | Club            | Land               | Competitie            | Wed.       | Dlp.       | Wed.  | Dlp.  | Wed.           | Dlp.           | Wed.   | Dlp.   |
| --------------- | --------------- | ------------------ | --------------------- | ---------- | ---------- | ----- | ----- | -------------- | -------------- | ------ | ------ |
| 2019/20         | Jeunesse Esch   | Vlag van Luxemburg | Nationaldivisioun     | 11         | 2          | 2     | 0     | 4              | 0              | 17     | 2      |
| 2020/21         | ES Sétif        | Vlag van Algerije  | Ligue Professionnelle | 12         | 0          | 0     | 0     | 2              | 0              | 14     | 0      |
| Carrière totaal | Carrière totaal | Carrière totaal    | Carrière totaal       | 23         | 2          | 2     | 0     | 6              | 0              | 31     | 2      |